# 尾紋鸚嘴魚
尾紋鸚嘴魚，為輻鰭魚綱鱸形目隆頭魚亞目鸚哥魚科的其中一種，分布於西印度洋區，從紅海至南非海域，棲息深度8-40公尺，體長可達50公分，棲息在外海獨立的礁坡，以藻類為食，可做為食用魚。